# Those Bitter Sweets
Those Bitter Sweets è un cortometraggio muto del 1915 diretto da F. Richard Jones che ne firma anche la sceneggiatura. È il film d'esordio per Marie Prevost e per Phyllis Haver.

## Produzione
Il film fu prodotto da Mack Sennett per la Keystone Film Company

## Distribuzione
Distribuito dalla Mutual Film, il film - un cortometraggio di venti minuti - uscì nelle sale cinematografiche USA il 7 giugno 1915.